# Лекарев, Василий Михайлович

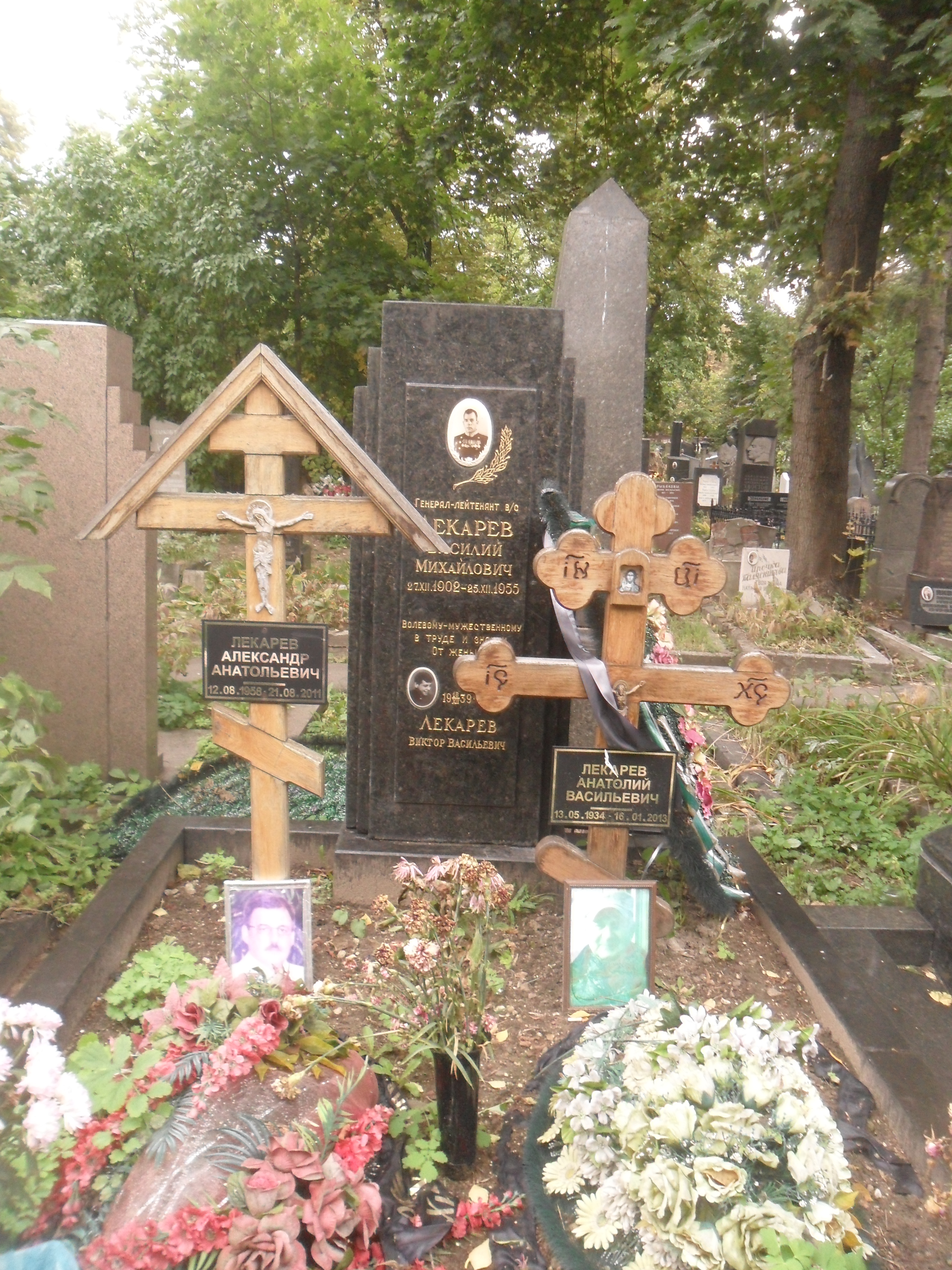
Могила Лекарева на Новодевичьем кладбище Москвы.

Василий Михайлович Лекарев (1902—1955) — генерал-лейтенант Советской Армии, участник Гражданской войны, польского похода и Великой Отечественной войны.

## Биография
Василий Лекарев родился 27 декабря 1902 года в селе Шемышейка (ныне — Шемышейский район Пензенской области). В 1919 году окончил реальное училище. В том же году был призван на службу в Рабоче-крестьянскую Красную Армию. Участвовал в боях Гражданской войны. После её окончания продолжил службу в армии. В 1923 году окончил Харьковскую пехотную школу, в 1932 году — военное отделение Казанского ветеринарного института.
В 1937—1939 годах начальник ветеринарной службы Киевского военного округа. Участвовал в польском походе, будучи начальником ветеринарной службы Юго-Западного фронта. В 1941 году назначен начальником ветеринарной службы РККА, находился в этой должности до самой своей смерти.
Внёс большой вклад в развитие и функционирование ветеринарной службы РККА в годы Великой Отечественной войны. Являлся автором большого количества научно-практических работ в области военной ветеринарии. Был научным редактором Ветеринарного энциклопедического словаря, вышедшего в 1951 году, председателем Научного совета Военно-ветеринарного управления. Активно участвовал в ветеринарных мероприятиях, проводимых в СССР для развития животноводства.
Скончался 25 декабря 1955 года, похоронен на Новодевичьем кладбище Москвы.
Награждён двумя орденами Ленина, двумя орденами Красного Знамени, орденом Отечественной войны 1-й степени, двумя орденами Красной Звезды и рядом медалей.